# Мансуров, Энвер Мансурович
Энвер Мирза Мансур оглы Мансуров (Энвер Мансурович Мансуров, азерб. Ənvər Mansurov; 19 декабря 1917, Баку — 1941, Брест) — азербайджанский тарист, педагог. Сын известного азербайджанского тариста Мирзы Мансура Мансурова (1887—1967).
Выступал в качестве солиста на таре в 1-м Государственном Восточном оркестре под управлением А. А. Иоаннесяна, в 1936 году в составе оркестра участвовал в записи на пластинку в Москве. Руководил восточным оркестром ДК им. Шаумяна, в 1935 году вместе с ним участвовал в Союзной олимпиаде художественной самодеятельности. Преподавал игру на таре в Бакинском музыкальном техникуме, среди его учеников был Ахсан Дадашев (1924—1976). В 1938 году Э. Мансуров принимал участие в Декаде азербайджанской культуры в Москве, в 1939 там же участвовал во Всесоюзном смотре исполнителей на народных инструментах, где получил похвальный отзыв.
В 1939 году у Энвера Мансурова родился сын Ариф (ум. 2003)
8 февраля 1940 года призван в армию, принимал участие в советско-финской войне, а в 1941 году, накануне начала Великой Отечественной войны, был переведен в Брестский гарнизон, где погиб при отражении одной из атак фашистов на позиции обороняющихся: Энвер Мансуров был медиком в одном из подразделений, под непрерывным огнем он выносил раненых с передовой, перевязывал товарищей в условиях полного отсутствия медикаментов; по воспоминаниям очевидцев, он не покинул раненого командира, прикрывая его своим телом. Его родные «похоронку» получили в 1943 году.
Посмертно награжден орденом Красной Звезды.